# Karel Frederik Otto James

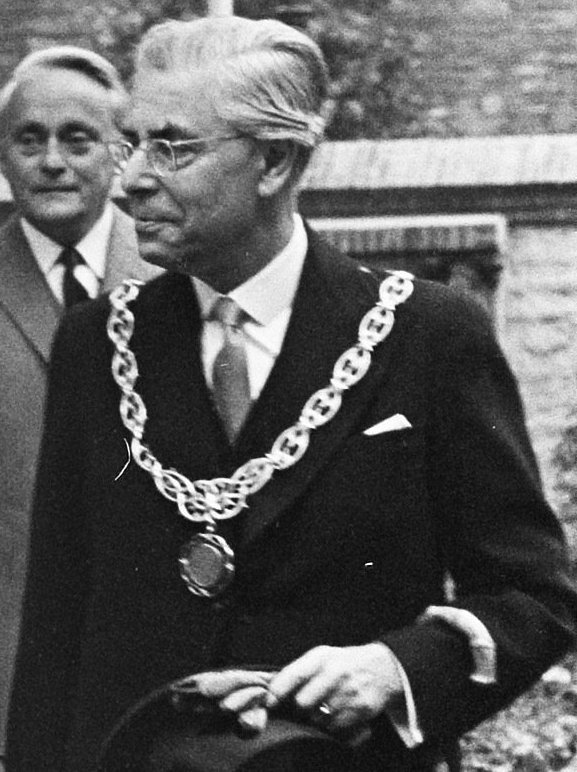
Burgemeester K.F.O. James (1964)

Karel Frederik Otto James (Dordrecht, 15 juni 1899 - Amerongen, 19 oktober 1976) was burgemeester van Gouda in de periode van 1938 tot 1964.

## Leven en werk
James, telg uit het geslacht James, werd geboren als zoon van een artillerieofficier. Vanwege het beroep van zijn vader heeft de jonge James in diverse garnizoensplaatsen gewoond, onder andere Schoonhoven, Utrecht, Den Helder en Den Haag. Na zijn HBS-opleiding en een voorbereidend staatsexamen ging hij studeren aan de rijksuniversiteit van Leiden. Daar promoveerde James in 1925 op een proefschrift over de juridische status van de bewoners van Saarland, dat destijds werd bestuurd door de Volkenbond. Na diverse functies vervuld te hebben in het openbaar bestuur bij de gemeente Rotterdam (kabinetschef en chef afdeling havenbeheer) werd hij in 1938 benoemd tot burgemeester van Gouda als opvolger van Egbertus Gerrit Gaarlandt (1880-1938).
Tijdens de Tweede Wereldoorlog was James niet in functie. Al op 7 juni 1940 werd hij gearresteerd en vastgezet in de gevangenis van Scheveningen (Oranjehotel) vanwege de vermeende belediging van een Duitse officier die krijgsgevangen was gemaakt. Voor dit 'vergrijp' werd hij veroordeeld tot 1 jaar gevangenisstraf en daarna verbannen uit Gouda. Hij vestigde zich vervolgens als advocaat in Rotterdam, maar dook onder omdat het gevaar niet denkbeeldig was, dat hij zou worden gegijzeld. Op de dag van de bevrijding (5 mei 1945) meldde James zich op het stadhuis van Gouda om zijn ambt als burgemeester weer onmiddellijk te gaan vervullen. Na toestemming van de Binnenlandse Strijdkrachten beklom hij de trappen van het stadhuis en sprak de verzamelde menigte toe.
James heeft zich tijdens zijn burgemeestersperiode in Gouda met name ingespannen voor het realiseren van een aantal restauratieplannen van − voor de stad Gouda − belangrijke gebouwen, zoals het stadhuis, het Catharina Gasthuis, de Moriaan, het Lazaruspoortje en de Waag.
Tevens heeft hij zich ingezet voor de uitbreiding van het grensgebied van Gouda, hetgeen hem bij de buurgemeentes niet altijd in dank werd afgenomen.
James was in zijn vrije tijd een − volgens sommige kenners − niet onverdienstelijk tekenaar. De door hem getekende portretten van burgemeesters van Gouda kregen een plek in het Goudse stadhuis. Daarnaast vervaardigde hij − in kleur − afbeeldingen van de familiewapens van 379 graven, heren en burgemeesters van Gouda, die − op twee tableaus − eveneens een plek kregen in het stadhuis.
James trouwde in 1927 met Aletta Alma von Woringen (1902-1929), die al in 1929 overleed. In 1933 hertrouwde hij met Maria van der Hoop (1901-1988). Hij overleed in oktober 1976 op 77-jarige leeftijd in zijn woning 'de Napoleonhuisjes' te Amerongen. James was Ridder in de Orde van de Nederlandse Leeuw, Officier in het Legioen van Eer, Commandeur in de Orde van Leopold II en Officier in de orde van de Eikenkroon. Hij ontving de erering van de stad Solingen en werd benoemd tot ereburger van Gouda.

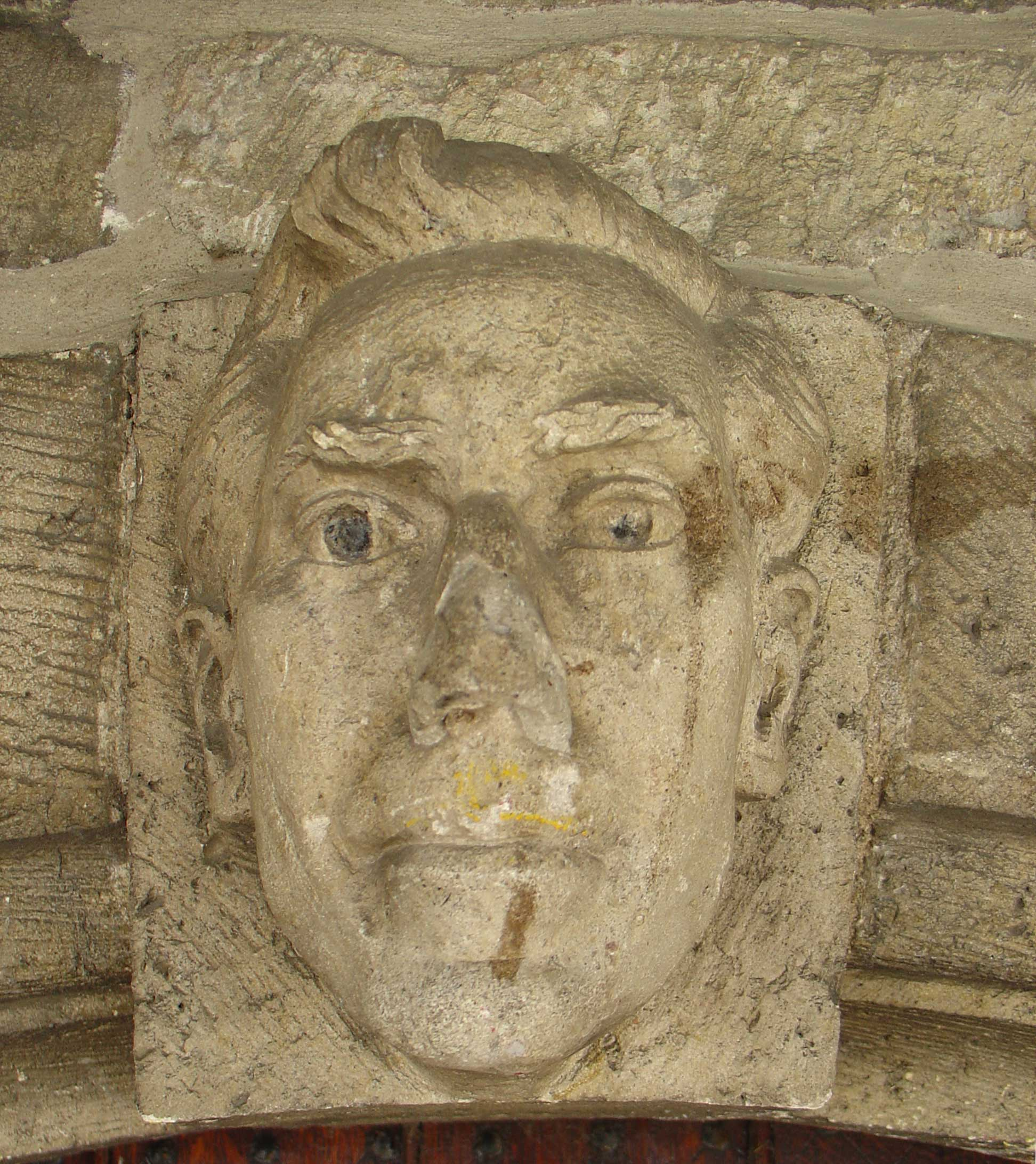
Reliëfafbeelding van Karel Frederik Otto James in de westgevel van het stadhuis van Gouda

## Trivia
- In Gouda zijn (in 1977) de Burgemeester Jamessingel en het Burgemeester Jamesplein naar hem genoemd.